# كيون هاردينغ
كيون هاردينغ (بالإنجليزية: Keon Harding)‏ هو لاعب كريكت ولاعب كرة قدم باربادوسي، ولد في 1 نوفمبر 1996. شارك مع منتخب باربادوس للكريكت. أما مع النوادي، فقد لعب مع Combined Campuses and Colleges cricket team ‏.

## وصلات خارجية
- كيون هاردينغ على موقع إي آس بي آن كريك إنفو (الإنجليزية)
- كيون هاردينغ على موقع قاعدة بيانات كرة القدم.إي يو (الإنجليزية)